# Cooper Koch
Cooper Koch (Los Angeles, 16 juli 1996) is een Amerikaans acteur. Hij speelde in diverse films en series, waaronder Fracture, Swallowed en Monsters: The Lyle and Erik Menendez Story.

## Levensloop

### Jeugd
Koch werd geboren en groeide op in Woodland Hills, een buitenwijk van Los Angeles. Hij komt uit een familie met een lange geschiedenis in Hollywood. Zijn vader, Billy Koch, werkte als visual effects artist aan films zoals Jerry Maguire en Space Jam. Zijn grootvader, Hawk Koch, is een ervaren filmproducent en was voorzitter van de Academy of Motion Picture Arts and Sciences. Koch studeerde af aan de Pace School of Performing Arts in New York.

### Carrière
Koch maakte zijn filmdebuut in de thriller Fracture, waarin zijn grootvader als uitvoerend producent betrokken was. Na enkele korte films, waaronder The Body's Witness en The Latent, verscheen hij als televisieacteur in de serie West 40s. Vervolgens speelde hij rollen in de televisiefilms Less Than Zero en A New York Christmas Wedding.
Koch kreeg bredere bekendheid door zijn hoofdrol in de horrorfilm Swallowed. Datzelfde jaar speelde hij in de slasher-film They/Them, een productie die zich afspeelt op een conversietherapiekamp en waarin LGBTQ+-thema's centraal staan. Koch ontving lovende kritieken voor zijn vertolking van Erik Menendez in de Netflix-serie Monsters: The Lyle and Erik Menendez Story. Deze serie, een vervolg in de anthologieserie Monster, werd geproduceerd door Ryan Murphy en biedt een dramatisering van het verhaal van de Menendez-broers, die werden veroordeeld voor de moord op hun ouders.

### Privéleven
Koch is openlijk homoseksueel en zet zich in voor meer LGBTQ+-representatie in Hollywood. Hij is de tweelingbroer van Emmy-genomineerde editor Payton Koch.

## Filmografie

### Film
- 2007: Fracture, als kind
- 2016: The Body's Witness
- 2017: Mine, als Cody
- 2018: Me Da La Lata, als Andreas Lousche
- 2018: The Latent, als Matthew
- 2018: Decadeless, als Richard
- 2019: Daddy, als piccolo
- 2019: Less Than Zero, als Julian
- 2020: A New York Christmas Wedding, als Azrael Gabison
- 2021: 4 Floors Up, als 'de vreemde'
- 2022: Swallowed, als Benjamin
- 2022: They/Them, als Stuart "Stu" Smith Williams
- 2022: Have You Seen My Glasses?
- 2024: Saint Laurent: Togetherness

### Televisie
- 2018: West 40s, als jongen in de trein
- 2020: Power Book II: Ghost, als Chase
- 2024: Monsters: The Lyle and Erik Menendez Story, als Erik Menendez

### Videoclip
- 2010: Ordinary Girl, van Hannah Montana